# Wiesław Sawicki
Wiesław Stanisław Sawicki – polski uczony, profesor nauk farmaceutycznych, nauczyciel akademicki Gdańskiego Uniwersytetu Medycznego i były dziekan Wydziału Farmaceutycznego w tej uczelni, specjalność naukowa: technologia postaci leku.

## Życiorys
W 1990 na podstawie rozprawy pt. Otrzymywanie i ocena biofarmaceutyczna doustnego systemu terapeutycznego z diazotanem izosorbitolu uzyskał na Wydziale Farmaceutycznym Akademii Medycznej w Gdańsku stopień naukowy doktora nauk chemicznych w dyscyplinie chemia w specjalności toksykologia. Tam też na podstawie dorobku naukowego oraz pracy pt. Koncepcja nowych postaci leku – podpoliczkowej i flotacyjnej dla chlorowodorku werapamilu otrzymał w 2001 stopień doktora habilitowanego w dyscyplinie farmacja w specjalności farmacja. W 2011 prezydent RP nadał mu tytuł profesora nauk farmaceutycznych.
Był adiunktem i profesorem Akademii Medycznej w Gdańsku na Wydziale Farmaceutycznym z Oddziałem Medycyny Laboratoryjnej oraz dziekanem tego wydziału. Objął stanowisko profesora nadzwyczajnego, a następnie zwyczajnego w Gdańskim Uniwersytecie Medycznym na Wydziale Farmaceutycznym z Oddziałem Medycyny Laboratoryjnej. Został dziekanem tego wydziału oraz kierownikiem Katedry i Zakładu Chemii Fizycznej w tym wydziale.
Został członkiem Centralnej Komisji ds. Stopni i Tytułów oraz członkiem Rady Doskonałości Naukowej I kadencji.